# Halfway There
«Halfway There» (en español: «A Medio Camino»)  es una canción del grupo pop estadounidense Big Time Rush. Fue lanzado el 27 de abril de 2010 como su tercer sencillo.

## Vídeo musical
El vídeo musical fue lanzado el 16 de abril de 2010, antes de que el sencillo fuera lanzado oficialmente. Cuenta con la banda tocando en un estudio, mezclados con disparos de los episodios anteriores.

## Listas
La canción debutó y alcanzó su punto máximo en el Billboard Hot 100 en el 93.er lugar, dando Big Time Rush su primera entrada en el chart.

## Recepción
El sencillo ha recibido críticas positivas hasta el momento de la crítica Allmusic.
| Listas (2010)                  | Posiciones |
| ------------------------------ | ---------- |
| US Billboard Hot 100           | 3          |
| US Digital Songs               | 6          |
| US Top Heatseekers (Billboard) | 6          |